# Сполатбог, Александр Николаевич
Александр Николаевич Сполатбог (29 июля 1880, Москва — 19 ноября 1937, Одесса) — русский и советский моряк, капитан 1-го ранга, гидрограф, участник русско-японской, Первой мировой и Гражданской войн. Начальник штаба Черноморского флота (1920). Репрессирован.

## Биография
Родился в Москве 29 июля 1880 года в семье героя русско-турецкой войны 1877-1878 годов полковника Николая Николаевича Сполатбога и Ефросинии Севастьяновны Сполатбог (Станевой). Из дворян Черниговской губернии из древнего шляхетского рода Божездаржей-Сполатбогов. После смерти с братом был определен в Александровский кадетский корпус в Петербурге за казённый счёт, окончил в 1898 году. 
xx.xx.1898 — Вступил в службу. 06.05.1901 — Окончил Морской кадетский Корпус 11-м по успеваемости из 107 выпускников. Мичман.
xx.xx.1901-xx.xx.1902 — Вахтенный офицер ЭБР «Император Николай I». xx.xx.1902-xx.xx.1902 — Вахтенный офицер и младший штурман КР «Владимир Мономах». xx.xx.1902-xx.xx.1903 — Вахтенный начальник миноносца №109.
xx.xx.1903-xx.xx.1906 — Вахтенный начальник, командир кормовой башни ГК ЭБР «Цесаревич». Находился на борту в ночь на 27 января 1904 года во время атаки японских миноносцев и попадания торпеды.
Участвовал в бою 28 июля 1904 года. Из-за технических неполадок в гальванических цепях кормовой башни мичману Сполатбогу пришлось вести огонь, корректируя огонь одного орудия по выстрелу другого. Во второй фазе боя, когда был смертельно ранен старший штурман броненосца лейтенант С. В. Драгичевич-Никшич и убит флагманский штурман лейтенант Н. Н. Азарьев, ему пришлось передать командование башней флагманскому минному офицеру лейтенанту Н. Н. Шрейберу, а самому взять на себя обязанности штурмана.
xx.04.1905 — Лейтенант.
xx.xx.1906 — Окончил Штурманский офицерский класс, штурман 1-го разряда.
xx.xx.1906-xx.xx.1908 — Старший флаг-офицер Штаба Командующего дивизии минных судов Балтийского моря. xx.xx.1908-xx.xx.1911 — И. д. Старшего флаг-офицера Штаба Начальника действующего флота Балтийского моря. xx.xx.1910 — Старший лейтенант (за отличие). xx.xx.1911-xx.xx.1913 — И. д. старшего офицера крейсера «Баян».
14.04.1913 — Капитан 2-го ранга (за отличие). 07.05.1913-23.08.1916 — Флагманский штурманский офицер Штаба Командующего флотом Балтийского моря. В августе-октябре участвовал в заграничном походе главных сил императорского флота. 30.07.1916 — Капитан 1-го ранга (за отличие). 23.08.1916-xx.xx.1917 — Флаг-капитан по распорядительной части Штаба Командующего флотом Балтийского моря.
xx.03.1917-14.06.1918 — Командир крейсера «Адмирал Макаров». 15.01.1918 назначен командовать первой бригадой крейсеров БФ. 25-27 февраля 1918 года вывел корабли из Ревеля в Гельсингфорс, а затем в Кронштадт. С 29.03.1919 первый начальник Петроградской ВМБ. 17 мая 1919 года предписанием штаба Балтийского флота был назначен ответственным за оборону подступов к Петрограду.
В мае 1920 года получил назначение начальником штаба флота Чёрного и Азовского морей. Сформировал штаб в Петербурге, отправился во главе эшелона моряков на Чёрное море для борьбы с Врангелем.
1.12.1920 назначен помощником начальника, а в мае 1921 года начальником Управления по обеспечению безопасности кораблевождения Черного и Азовского морей (Убекочерназ). С июня 1922 года начальник Сводногидрографической партии Черного моря. С октября 1923 года штатный преподаватель Одесской артиллерийской школы по военно-морскому делу. 8 июля 1926 года арестован ГПУ. 10.08.1926 уволен из РККФ «по несоответствию по службе».
До 1929 года проживал в с. Розумовка Хортицкого района Запорожской области, работал в Отделе исследования Нижнего Днепра. В последние годы жизни служил инспектором навигации Черноморского морского пароходства, преподавал на Одесских базовых курсах Черноморского пароходства и в Морском техникуме. В сентябре 1931 года был арестован, но через несколько месяцев освобождён и восстановлен в должности.
21.08.1937 уволен. 5.09.1937 года арестован по обвинению в шпионаже в пользу Болгарии и Греции, вину не признал. 12 ноября 1937 приговорен «тройкой» при УНКВД по Одесской области (статья 54-6 УК УССР, шпионаж), 19 ноября 1937 года расстрелян. 20.11.1956 реабилитирован военным трибуналом Одесского военного округа «за отсутствием состава преступления».

## Семья
- Жена Мария Нестеровна Сполатбог (Семенова), вдова лейтенанта Б. А. Лызлова
- Дети:
  - Алла Александровна Дзюбинская-Сполатбог
  - Игорь Александрович Лызлов (пасынок)

## Отличия
- Орден Святого Станислава 3 степени с мечами и бантом (1905)
- Орден Святой Анны 3 степени с мечами и бантом (07.08.1906)
- Орден Святой Анны 4 степени «за храбрость» (02.04.1907)
- Орден Святого Станислава 2 степени (1908)
- Орден Виктории (1908)
- Кавалерский крест Ордена Почетного легиона (1909)
- Кавалерский крест Ордена Меча 2 класса (1912)
- Орден Святой Анны 2 степени (06.12.1914)
- Орден Святого Владимира 4 степени с мечами и бантом (05.01.1915)
- Мечи к ордену Святой Анны 2 степени (11.01.1916)